# Alfa defensines
Les alfa defensines són una espècie d'antibiòtics naturals que els humans tenen al cos i de les quals les cèl·lules dentrítiques en són les precursores. Com elles, es consideren una barrera eficaç sobre tota classe de virus.
En particular, es considera la primera barrera front al virus de la sida (VIH); formen part d'estudis per a trobar vaccins contra aquesta malaltia i se sap que, a partir d'una concentració llindar d'elles a la sang, superior a la normal en un pacient que no hagi contactat amb el virus, aquestes eviten que el virus es reprodueixi i entri a la resta del sistema immunològic, inclòs el sistema limfàtic, evitant així que es desenvolupi la malaltia sense necessitat de fàrmacs. Algunes persones (anomenats controladors d'elit) augmenten prou la concentració d'alfa defensines de forma espontània i natural, sense cap medicament. A l'hospital Clínic de Barcelona estan estudiant com fer-ho fer a la resta de pacients.